# Patrick O’Neal
Patrick O’Neal (* 26. September 1927 in Ocala, Florida; † 9. September 1994 in Manhattan, New York) war ein US-amerikanischer Theater- und Filmschauspieler.

## Leben
Nach dem Dienst im Army Air Corps gegen Ende des Zweiten Weltkrieges bekam O’Neal Aufträge zur Inszenierung von Instruktionsfilmen der Armee. Nach einem Abschluss in Theaterwissenschaften an der University of Florida zog er nach New York und studierte am Actors Studio und dem Neighborhood Playhouse Schauspiel. Er begann seine Karriere in den frühen 1950er Jahren am Theater, wo er in dem erfolgreichen Stück Oh Men! Oh Women! Nachfolger von Tony Randall wurde. Im Anschluss daran trat er häufig in Gastrollen in Fernsehserien auf. Seine dunklen Haare und sein kühl wirkendes, aber als gutaussehend empfundenes Äußeres ermöglichten ihm, sowohl positiv als auch negativ gezeichnete Charaktere zu spielen. Hauptsächlich in den 1960er und 1970er Jahren wirkte er in Filmen mit, meist in umfangreichen Nebenrollen. Im 1966 gedrehten Film Matchless spielte er die Titelrolle des Perry „Matchless“ Liston. Herausragende Auftritte hatte er in den Filmen Alvarez Kelly von Edward Dmytryk und Das Schloß in den Ardennen von Sydney Pollack. Gegen Ende seiner Karriere war O’Neal fast ausschließlich für das Fernsehen tätig.
Er war von 1956 bis zu seinem Tod durch Tuberkulose mit Cynthia O’Neal verheiratet. Das Ehepaar hatte drei Kinder.

## Filmografie (Auswahl)
- 1951: Robert Montgomery Presents (Fernsehserie, Folge 3x07)
- 1954: Der eiserne Ritter von Falworth (The Black Shield of Falworth)
- 1957–1958: Dick and the Duchess (Fernsehserie, 25 Folgen)
- 1960: Von der Terrasse (From the Terrace)
- 1962: Gnadenlose Stadt (Naked City, Fernsehserie, Folge 3x26)
- 1963: Der Kardinal (The Cardinal)
- 1963: Twilight Zone (The Twilight Zone, Fernsehserie, Folge 5x11)
- 1963–1964: Route 66 (Fernsehserie, 3 Folgen)
- 1963–1964: Preston & Preston (The Defenders, Fernsehserie, 3 Folgen)
- 1965: Erster Sieg (In Harm’s Way)
- 1965: Sie nannten ihn King (King Rat)
- 1966: Simson ist nicht zu schlagen (A Fine Madness)
- 1966: Die Schreckenskammer (Chamber of Horrors)
- 1966: Alvarez Kelly
- 1967: Matchless
- 1968: Sein gefährlichster Auftrag (Assignment to Kill)
- 1968: Als das Licht ausging (Where Were You When the Lights Went Out?)
- 1969: Das Schloß in den Ardennen (Castle Keep)
- 1969: Stiletto
- 1970: Der Brief an den Kreml (The Kremlin Letter)
- 1970: El Condor
- 1971: Alias Smith und Jones (Alias Smith and Jones, Fernsehserie, Folge 2x13)
- 1971,1972: Ein Sheriff in New York (McCloud, Fernsehserie, 2 Folgen)
- 1972: Dr. med. Marcus Welby (Marcus Welby, M.D., Fernsehserie, Folge 4x05)
- 1972: Cannon (Fernsehserie, Folge 2x05)
- 1972: Blutnacht – Das Haus des Todes (Silent Night, Bloody Night)
- 1972: Columbo: Ein Denkmal für die Ewigkeit (Blueprint for Murder, Fernsehreihe)
- 1973: So wie wir waren (The Way We Were)
- 1973–1976: Barnaby Jones (Fernsehserie, 3 Folgen)
- 1975: Die Frauen von Stepford (The Stepford Wives)
- 1975: Die Straßen von San Francisco (The Streets of San Francisco, Fernsehserie, Folge 4x02)
- 1976: Der Schlangenladen (The Killer Who Wouldn't Die, Fernsehfilm)
- 1976: Independence (Kurzfilm)
- 1976: Die Bankiers (The Moneychangers, Miniserie, 3 Folgen)
- 1977: Blutiges Eis (The Deadliest Season, Fernsehfilm)
- 1978: Columbo: Mord in eigener Regie (Make Me a Perfect Murder, Fernsehreihe)
- 1978–1979: Kaz & Co (Kaz, Fernsehserie, 23 Folgen)
- 1983: Emerald Point (Fernsehserie, 8 Folgen)
- 1984: Die unglaublichen Geschichten von Roald Dahl (Tales of the Unexpected, Fernsehserie, Folge 7x03)
- 1985: Mord ist ihr Hobby (Murder, She Wrote, Fernsehserie, Folge 1x11 Zum Broadway um jeden Preis)
- 1985: Hotel (Fernsehserie, Folge 2x17)
- 1985: Stuff – Ein tödlicher Leckerbissen (The Stuff)
- 1985: Perry Mason kehrt zurück (Perry Mason Returns, Fernsehfilm)
- 1987: Wie der Vater, so der Sohn (Like Father Like Son)
- 1989: New Yorker Geschichten (New York Stories)
- 1990: Tödliche Fragen (Q & A)
- 1990: Alice
- 1991: For the Boys – Tage des Ruhms, Tage der Liebe (For the Boys)
- 1992: Alarmstufe: Rot (Under Siege)
- 1993: Perry Mason: Die Formel ewiger Schönheit (Perry Mason: The Case of the Skin-Deep Scandal) (Fernsehfilm)